# 파블로 데 에스칸돈 이 바론

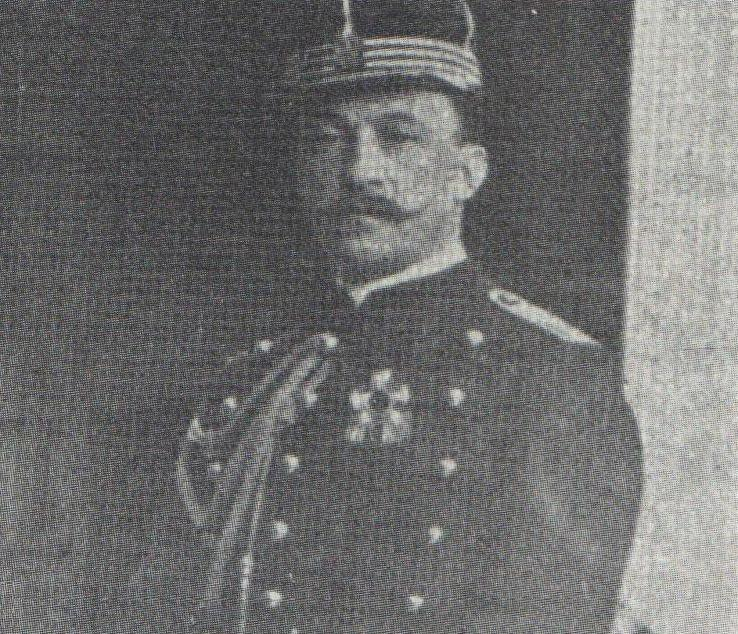

호세 파블로 에우스타키오 마누엘 프란시스코 데 에스칸돈 이 바론(스페인어: José Pablo Eustaquio Manuel Francisco de Escandón y Barrón, 1856년 5월 4일 ~ 1929년 3월 31일)은 멕시코의 폴로 선수로 1900년 하계 올림픽에 참가했다.
그는 멕시코시티에서 태어났으며 마누엘, 에우스타키오의 형이었다.
1900년 대회에서 그는 멕시코 폴로 팀에 속해있었으며 이 팀은 동메달을 따냈다. 그는 두 명의 형제, 기예르모 아이덴 리그트와 팀을 이루었다.